# Gräsvreten

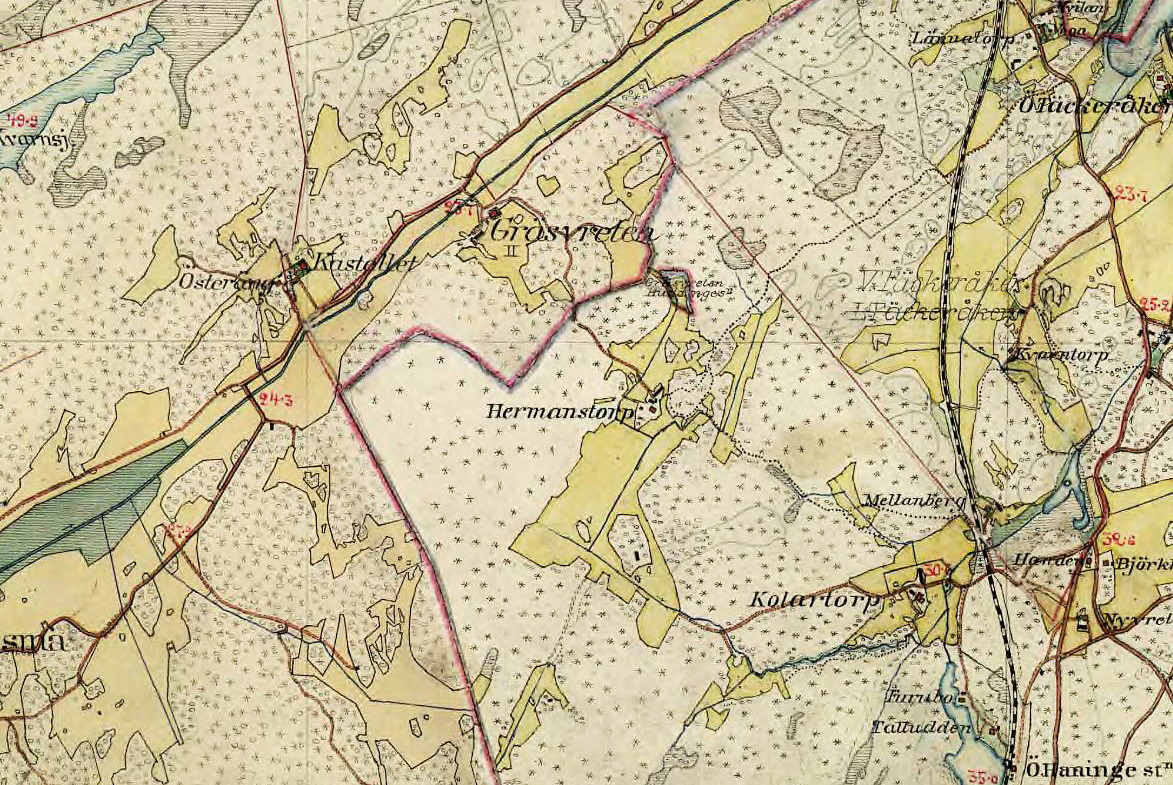
Gräsvreten, Hermanstorp och Kolartorp på Häradsekonomiska kartan omkring 1901.

Gräsvreten är namnet på ett torp från 1600-talet och sedan 1970-talet ett upplagsområde i nuvarande kommundelen Skogås i Huddinge kommun, Stockholms län. Området ligger vid östra sidan om Lissmaån och Lissmavägen, strax söder om Länna industriområde. Sedan 2014 pågår planarbeten med en detaljplan som innebär en utökning av industriområdet österut.

## Torpet Gräsvreten

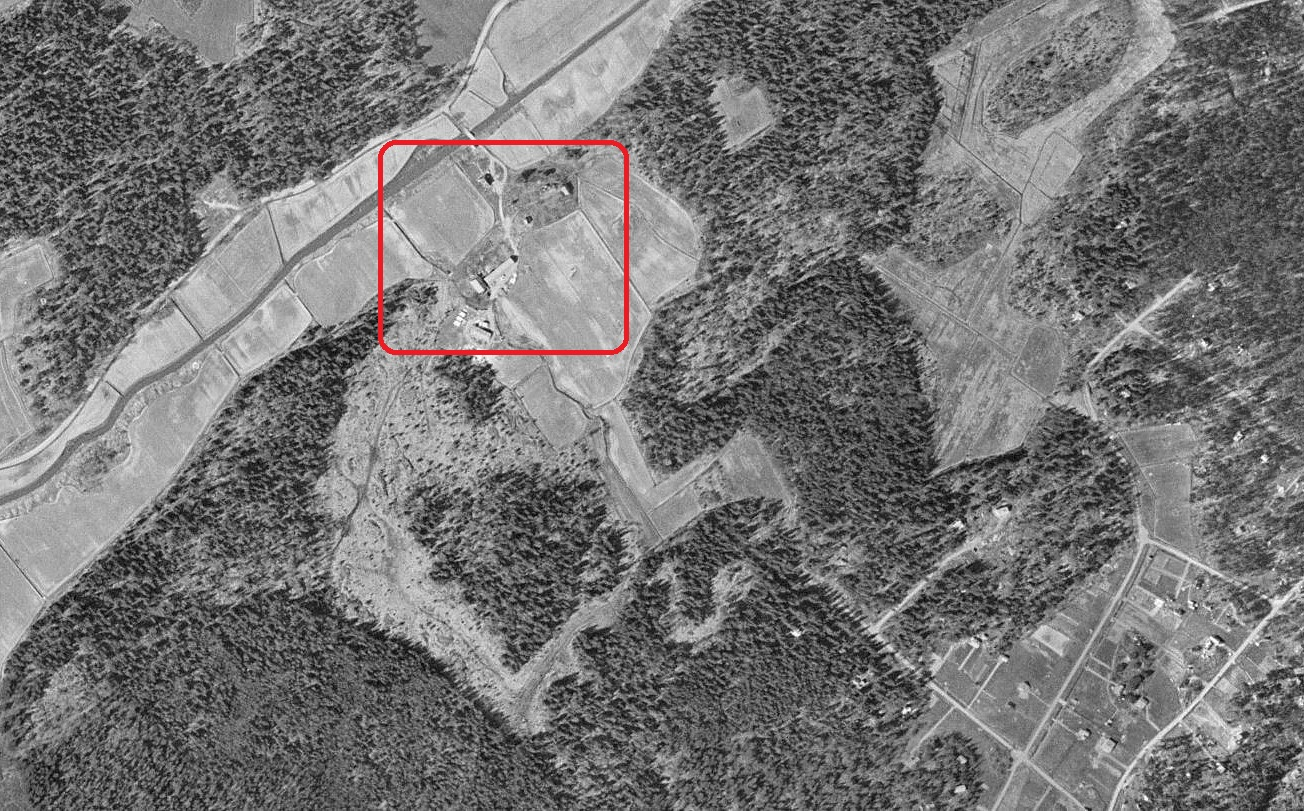
Torpstället inom röd ram, 1960.

Efterleden vret i Gräsvreten betyder ”liten åker”. Stället finns från 1689 upptaget i husförhörslängden som torp under Länna gård. År 1823 överfördes Gräsvreten, omfattande ½ mantal, till Lissma gård i Huddinge socken. 1836 brukades jorden åter av Länna och Gräsvreten blev bostad för gårdens statdrängar.
På 1920-talet ägdes Gräsvreten av Karl Albin Nilsson och hans hustru Ellen, född Lundberg. Gården brukades dock av en arrendator. På 1930-talet uppfördes ett nytt bostadshus vid sidan av den gamla tomten, då omfattade gårdens areal 20 hektar åker och 40 ha skog, och det fanns två hästar, nio kor, fyra ungtjurar samt några grisar och höns. Närmaste granne i öster var Hermanstorp i Österhaninge socken. Däremellan gick en bruksväg som sedan 1955 bär namnet Gräsvretvägen, den slutar numera vid kommungränsen.
Torpets samtliga uthus och bostadshuset från 1930-talet finns kvar och är belägna intill nuvarande Lagervägen direkt vid infarten från Lissmavägen. Den ursprungliga torpstugan revs i början av 1970-talet när området blev utlagt för industriändamål. Enligt en tidningsnotis i Stockholms läns tidning den 2 mars 1970 uppgavs byggnaden vara en av drottning Kristinas många jaktstugor.

### Bilder (torpet)

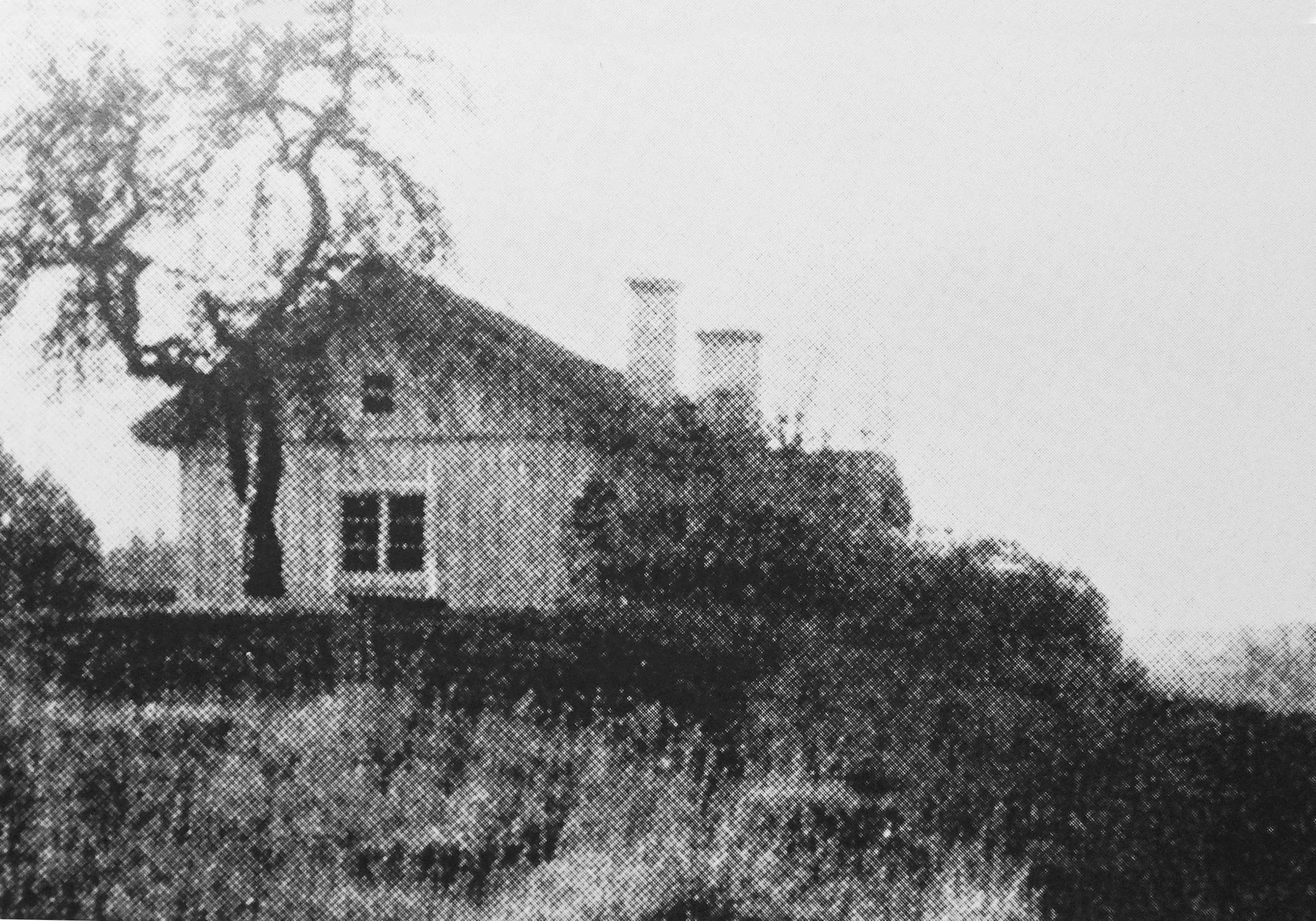
Huvudbyggnaden på 1950-talet (riven 1970).
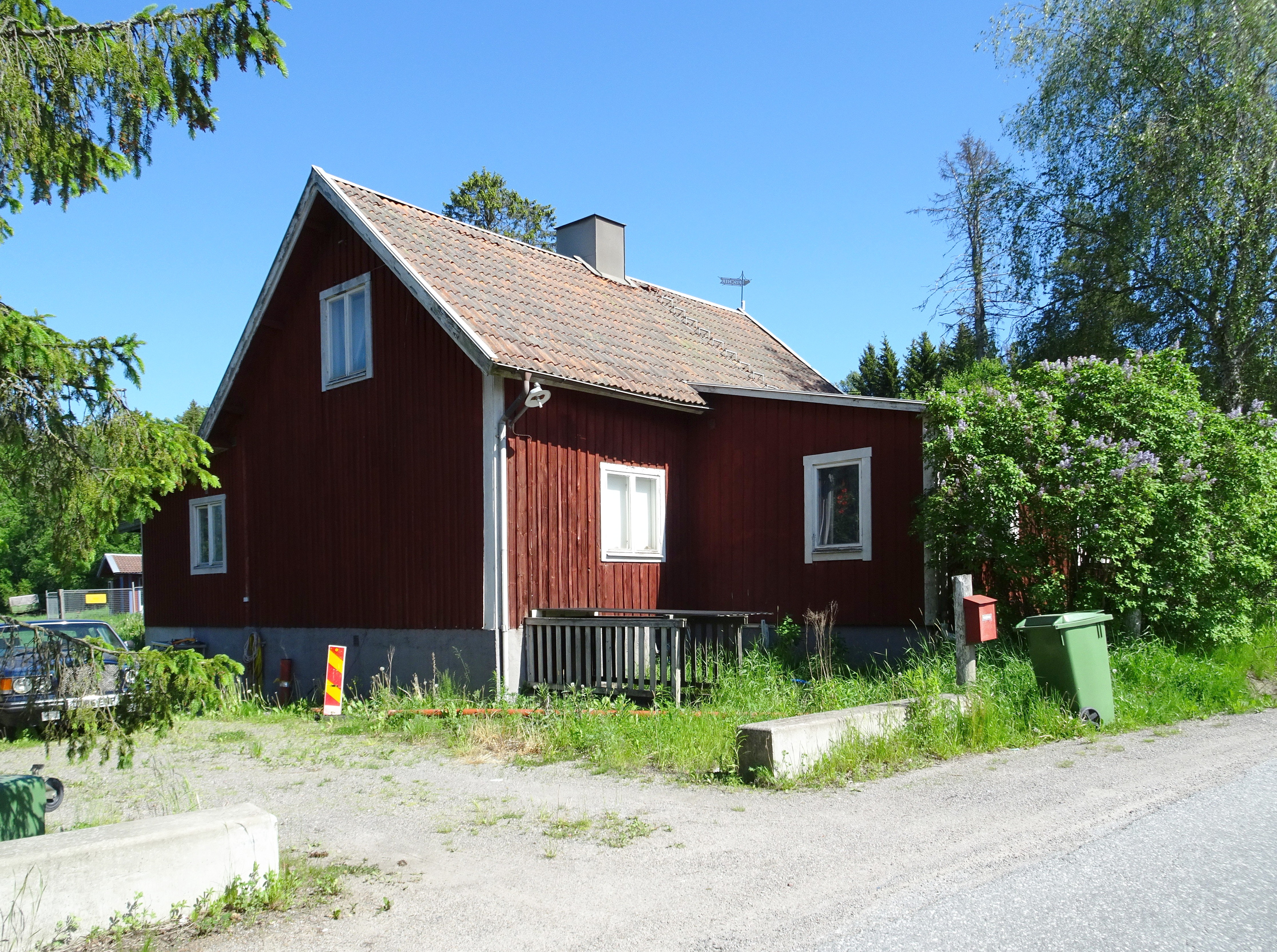
Bostadshuset från 1930-talet.
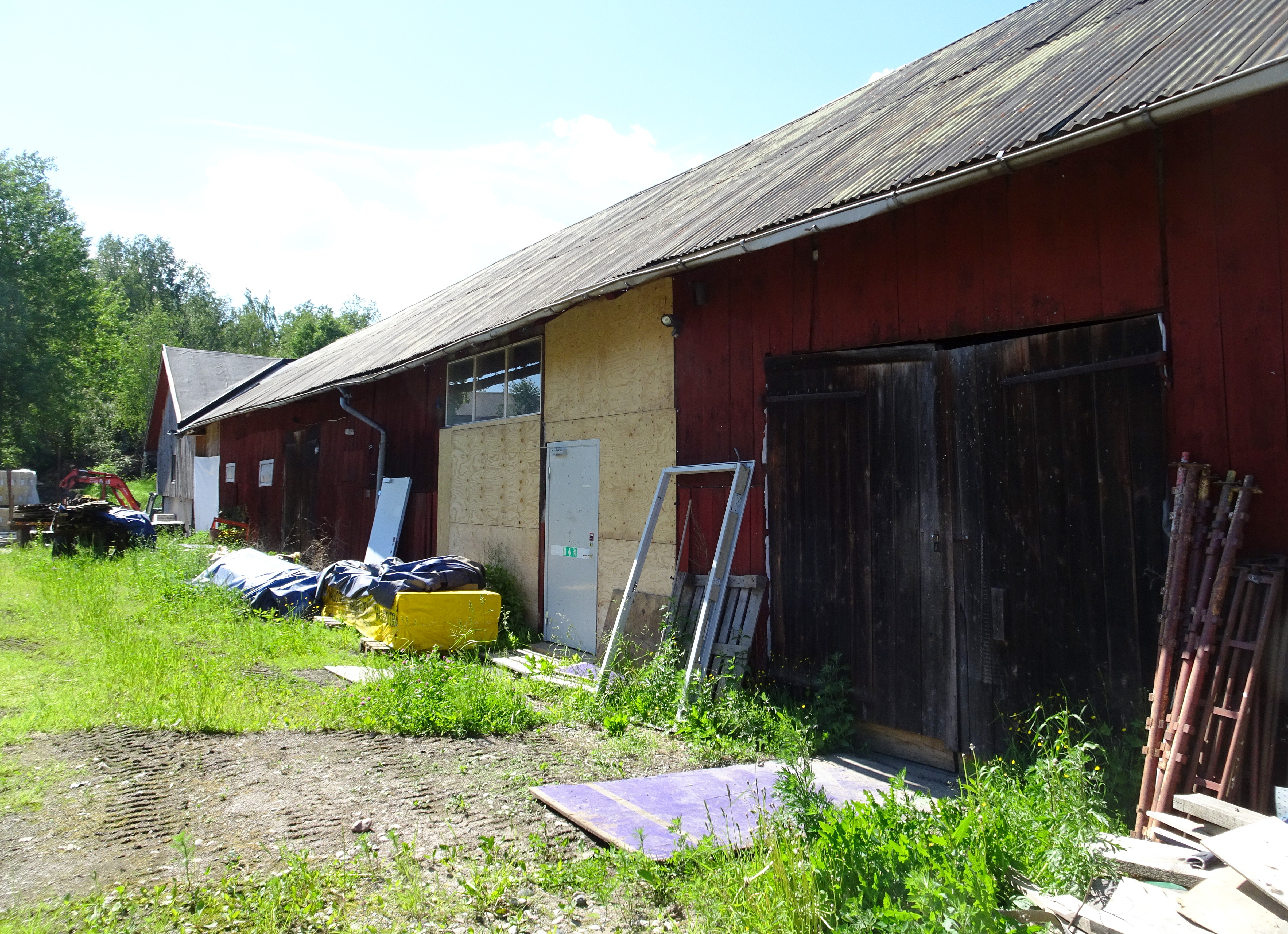
Torpets före detta ladugård.
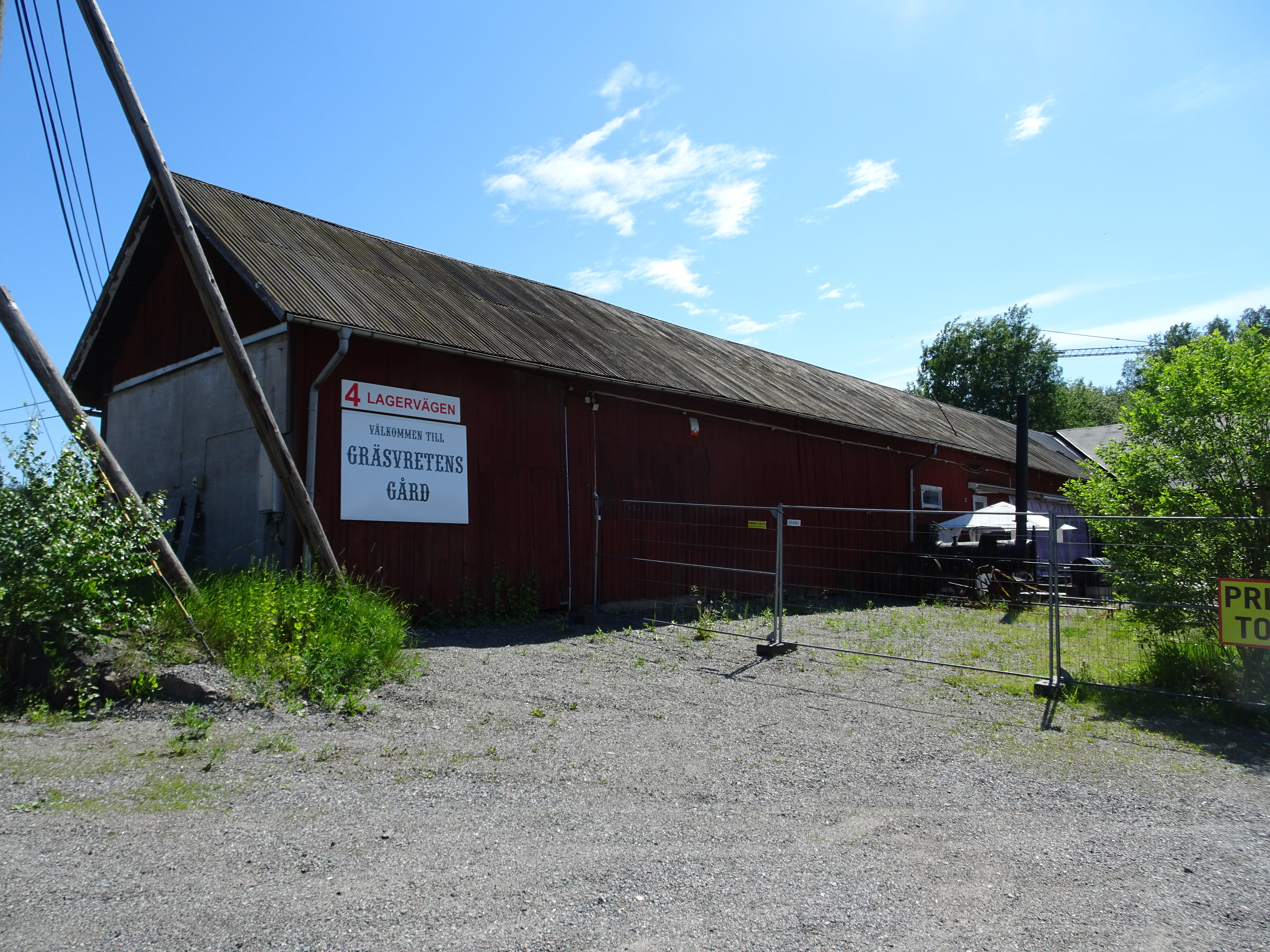
Torpets före detta ladugård.

## Upplagsområdet
Fastigheten Gräsvreten ägs av Huddinge kommun. Torpets gamla åkermark började på 1960-talets slut förvandlas till ett arbetsområde med ”lägre markutnyttjande”. En detaljplan fanns inte men utbyggnaden skedde enligt en dispositionsplaneskiss som utarbetats av kommunens stadsbyggnadskontor. En ny byggnadsplan fastställdes av kommunen 1983 som medgav utökning av området till att omfatta totalt 13,5 hektar. Genom området sträcker sig Lagervägen i en slinga samt Lastarvägen och Upplagsvägen som är återvändsgator.
Inom området finns idag (2021) 75 arrendetomter som får nyttjas för upplag och uppställning dock ej som permanent arbetsplats. Enkla lagerbyggnader fick uppföras med en högsta höjd av fyra meter. I arrendeavtalet med kommunen påtalades även att ”arrendatorn är medveten om att kommunala vatten- och spillvattenledningar inte finns inom området”. Trots kommunens bebyggelseplan ger Gräsvreten idag ett rörigt och ”vildvuxet” intryck.

### Bilder (upplagsområdet)

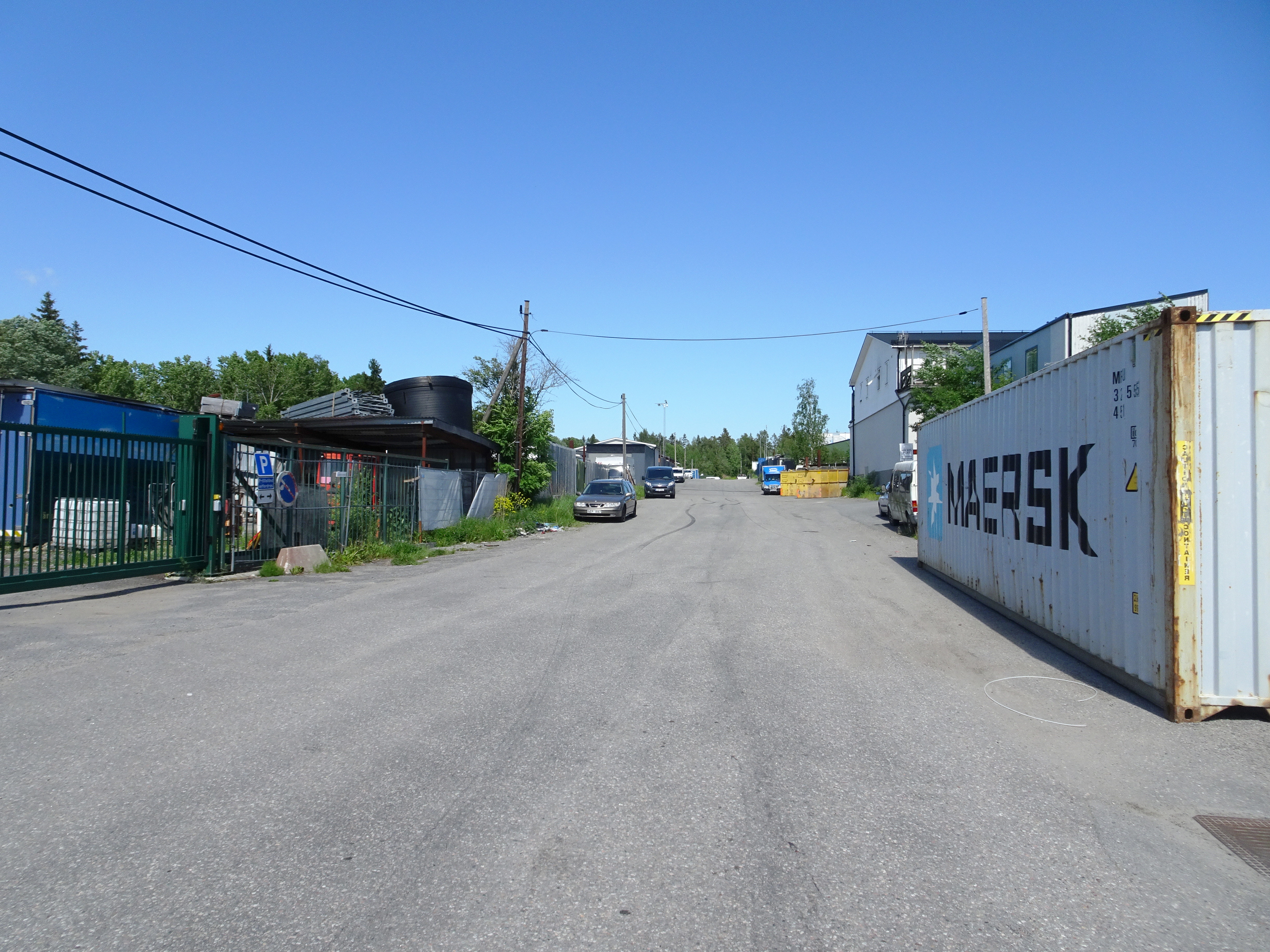
Upplagsvägen.
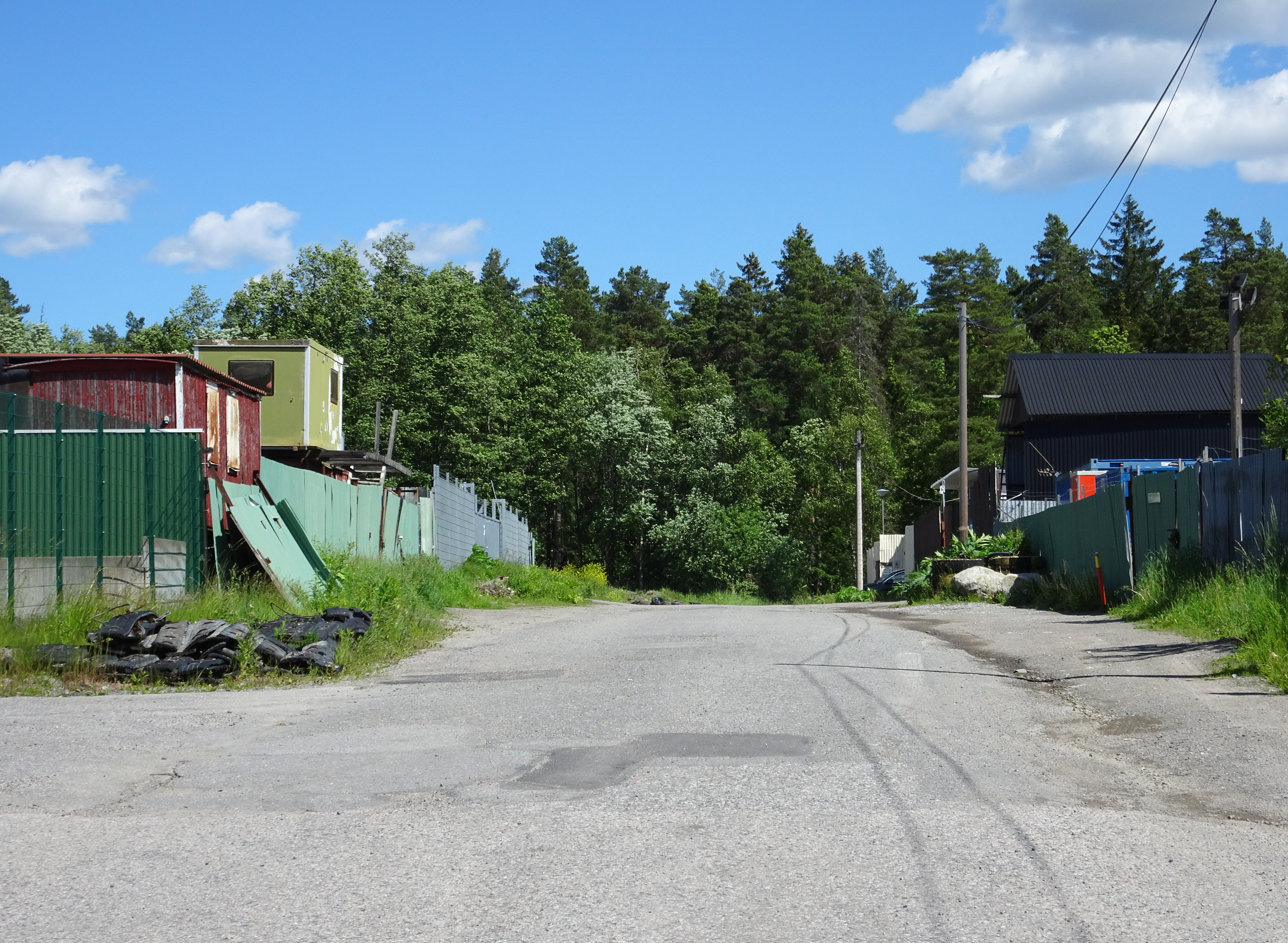
Lastarvägen.
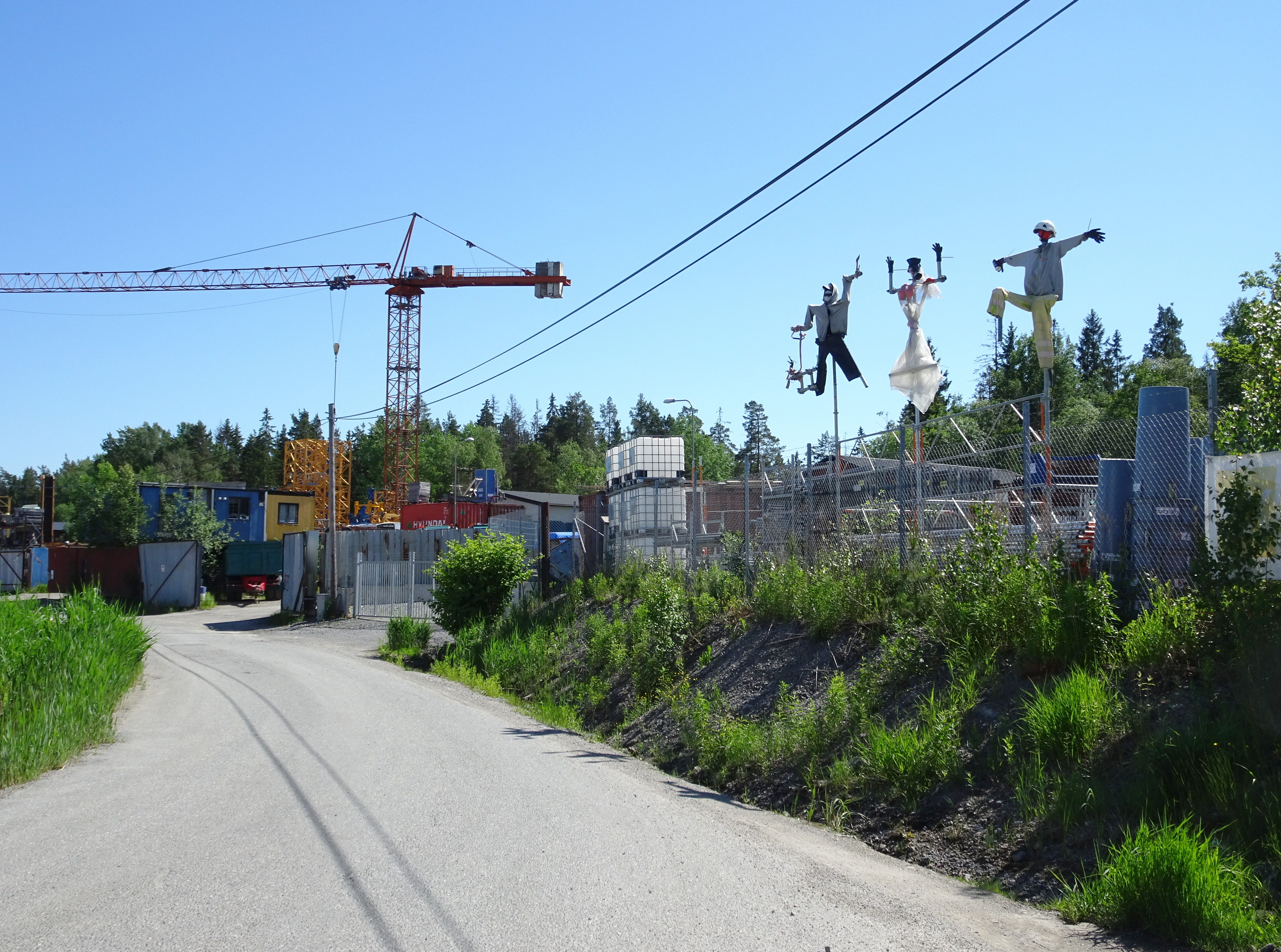
Lagervägen.
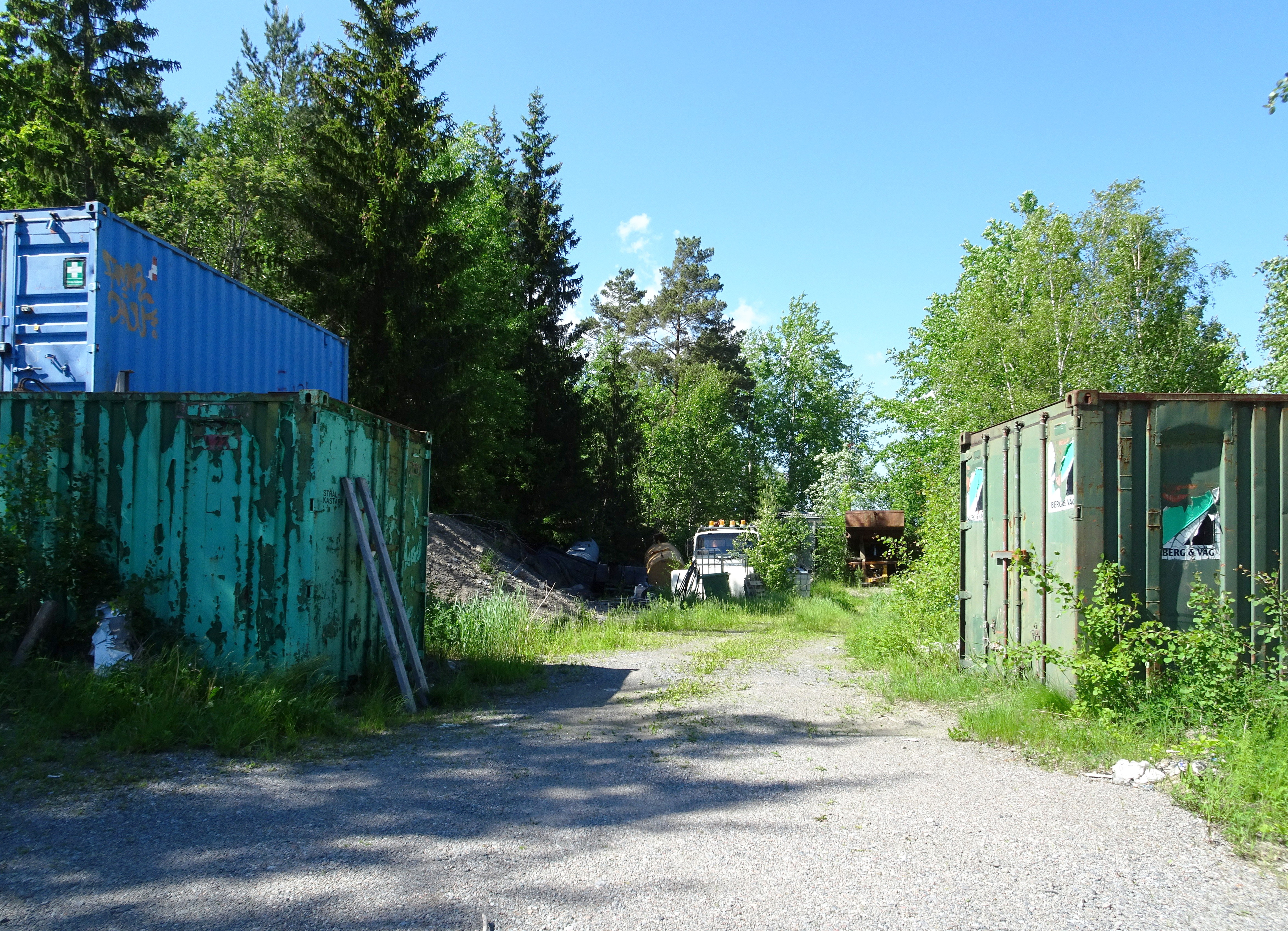
En av områdets arrendetomter.

## Upplagsområdet blir industriområde
För närvarande (2021) detaljplanerar kommunen en utbyggnad av området för att skapa mer mark åt företag. Planområdet omfattar cirka 37 hektar och ger plats för ytterligare cirka 50 fastigheter genom en utbyggnad mot nordost där det idag är skogsmark. Hela Gräsvreten skall omvandlas till ett område för småindustri och olika typer av serviceverksamheter. Gatunätet kommer att byggas ut liksom områdets vatten- och avloppsnät. Den nuvarande infartsvägen till området från Lissmavägen blir kvar i sitt nuvarande läge men får en delvis en annan utformning för att bli trafiksäkrare. Planens genomförandetid föreslås vara tio år från den dag detaljplanen vinner laga kraft vilket beräknas ske år 2022 eller 2023.